# Liste der Ständeräte des Kantons Obwalden
Diese Liste zeigt alle Mitglieder des Ständerates aus dem Kanton Obwalden in der Schweiz seit der Gründung des Bundesstaates im Jahr 1848 bis heute.

## Parteiabkürzungen
- CVP: Christlichdemokratische Volkspartei
- FDP: Freisinnig-Demokratische Partei
- KCV: Konservativ-Christlichsoziale Volkspartei
- KVP: Schweizerische Konservative Volkspartei
- Mitte: Die Mitte

## Ständeräte
| Name              | Partei/Fraktion                | Amtszeit  | Geboren | Gestorben |
| ----------------- | ------------------------------ | --------- | ------- | --------- |
| Walter Amstalden  | KVP                            | 1926–1943 | 1883    | 1966      |
| Jost Dillier      | KCV/CVP                        | 1970–1982 | 1921    | 2016      |
| Erich Ettlin      | CVP (bis 2020) Mitte (ab 2021) | 2015–     | 1962    |           |
| Nicolaus Hermann  | Katholisch-Konservative        | 1849–1872 | 1818    | 1888      |
| Hans Hess         | FDP                            | 1998–2015 | 1945    |           |
| Wilfried Hophan   | CVP                            | 1982–1986 | 1918    | 1991      |
| Johann Imfeld     | Katholisch-Konservative        | 1848–1849 | 1798    | 1865      |
| Niklaus Küchler   | CVP                            | 1986–1998 | 1941    |           |
| Ludwig von Moos   | KVP/KCV                        | 1943–1959 | 1910    | 1990      |
| Gotthard Odermatt | KCV                            | 1960–1970 | 1902    | 1970      |
| Adalbert Wirz     | KVP                            | 1901–1925 | 1848    | 1925      |
| Theodor Wirz      | Katholisch-Konservative        | 1872–1901 | 1842    | 1901      |

## Quelle
- Datenbank aller Ratsmitglieder auf parlament.ch